# Acontista semirufa
Acontista semirufa är en bönsyrseart som beskrevs av John Obadiah Westwood 1889. Acontista semirufa ingår i släktet Acontista och familjen Acanthopidae. Inga underarter finns listade i Catalogue of Life.